# Siân Berry
Siân Rebecca Berry (Cheltenham, 9 luglio 1974) è una politica britannica, co-leader del partito Verde di Inghilterra e Galles insieme a Jonathan Bartley dal 2018 al 2021 e unico leader da luglio a ottobre 2021.

## Biografia
Siân Berry è nata a Cheltenham, nel Gloucestershire. Educata al Pate's Grammar School, dove suo padre, John Berry, era un insegnante, Berry si iscrisse poi presso il Trinity College di Oxford dove ha studiato scienze dei materiali e metallurgia.
Autrice di diversi libri sull'ambiente, è entrata a far parte del partito Verde di Inghilterra e Galles all'età di ventisette anni, lavorando come copywriter medico. Nel 2005 è stata candidata parlamentare per il partito Verde. Ha ottenuto il 5,3 per cento dei voti, arrivando quarta. Nell'autunno del 2006 è diventata la speaker principale del partito Verde di Inghilterra e Galles, succedendo a Caroline Lucas nella posizione. Nel 2014, Siân Berry è stata eletta alle elezioni locali.